# نيلس جايب
نيلس جايب (بالنرويجية البوكمول: Nils Gaup)‏ هو كاتب سيناريو ومخرج وممثل نرويجي، ولد في 12 أبريل 1955 في النرويج. من الجوائز التي نالها جائزة ساثرلاند ‏ سنة 1989.

## جوائز وترشيحات
جوائز
- جائزة ساثرلاند [الإنجليزية]‏ (1989)

ترشيحات
- جائزة الأوسكار لأفضل فيلم بلغة أجنبية (1987)
- European Film Award for European Discovery of the Year [الإنجليزية]‏ (1988)

## وصلات خارجية
- نيلس جايب على موقع IMDb (الإنجليزية)
- نيلس جايب على موقع ألو سيني (الفرنسية)
- نيلس جايب على موقع أول موفي (الإنجليزية)
- نيلس جايب على موقع قاعدة بيانات الأفلام السويدية (السويدية)
- نيلس جايب على موقع قاعدة بيانات الفيلم (الإنجليزية)
- نيلس جايب على موقع كينوبويسك (الروسية)